# Thalattosuchia
Thalattosuchia là một nhánh crocodylomorpha biển từ kỷ Jura sớm đến kỷ Creta sớm có sự phân bố trên toàn thế giới.
Chúng thường được gọi là cá sấu biển, mặc dù chúng không phải là thành viên của Crocodilia.
Thuật ngữ 'Thalattosuchia' được Fraas đặt ra vào năm 1901.
Nhiều tác giả coi Thalattosuchia là một đơn vị phụ hoặc một đơn vị con bên trong "Mesosuchia". Tuy nhiên, thuật ngữ "Mesosuchia" là một nhóm paraphyletic, và do đó không còn được sử dụng nữa. Để nhất quán, Thalattosuchia ở đây được xếp ở thứ hạng phụ, mặc dù thứ tự chứa nó không được nêu tên.

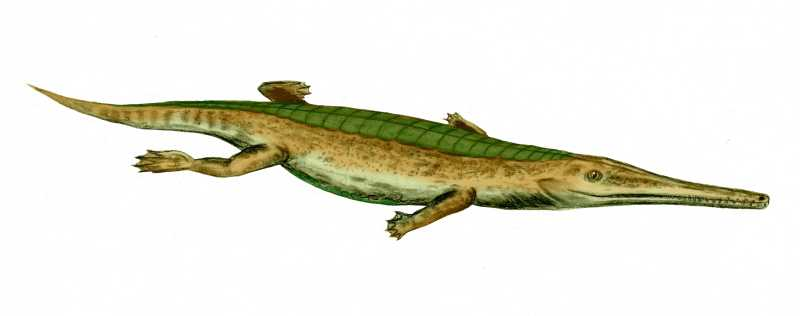
Pelagosaurus, một teleosaurid

Kể từ khi Buffetaut (1982) chứng minh các đặc điểm chung của các dạng ban đầu của Metriorhynchidae và Teleosauridae, Thalattosuchia đã bao gồm hai họ này.
Một số thành viên ban đầu của Teleosauridae đã được phát hiện trong các trầm tích phi biển. Các hệ thống học của chi Pelagosaurus bị nhầm lẫn, với các cấu trúc liên kết khác nhau đặt nó như một teleosaurid, hoặc là đơn vị phân loại chị em với một nhánh Teleosauridae + Metriorhynchoidea. Một số học giả khác coi Pelagosaurus là một metriorhynchoid cơ bản.